# Radicaal 93
Radicaal 93 is een van de 34 van de 214 Kangxi-radicalen die bestaan uit vier strepen.
In het Kangxi-woordenboek zijn er 233 karakters die dit radicaal gebruiken.

## Karakters met het radicaal 93
| Strepen | Karakter                         |
| ------- | -------------------------------- |
| + 0     | 牛 牜                            |
| + 2     | 牝 牞 牟                         |
| + 3     | 牠 牡 牢 牣 牤                   |
| + 4     | 牥 牦 牧 牨 物 牪 牫 牬          |
| + 5     | 牭 牮 牯 牰 牱 牲 牳 牴 牵       |
| + 6     | 牶 牷 牸 特 牺                   |
| + 7     | 牻 牼 牽 牾 牿 犁                |
| + 8     | 犀 犂 犃 犄 犅 犆 犇 犈 犉 犊 犋 |
| + 9     | 犌 犍 犎 犏 犐 犑                |
| + 10    | 犒 犓 犔 犕 犖 犗                |
| + 11    | 犘 犙 犚 犛                      |
| + 12    | 犜 犝 犞 犟                      |
| + 13    | 犠                               |
| + 15    | 犡 犢 犣 犤 犥 犦                |
| + 16    | 犧 犨                            |
| + 18    | 犩                               |
| + 20    | 犪                               |
| + 23    | 犫                               |

Orakelbotkarakter
Bronskarakter
Groot zegelkarakter
Klein zegelkarakter